# Whitbeck
Whitbeck är en ort i civil parish Whicham  i grevskapet Cumbria i England. Orten är belägen 6 km från Millom. Whitbeck var en civil parish fram till 1934 när blev den en del av Whicham. Parish hade 150 invånare år 1931.